# درانگووو (استان بلاگووگراد)
درانگووو (به بلغاری: Drangovo) یک منطقهٔ مسکونی در بلغارستان است که در شهرستان پتریچ واقع شده‌است.